# Jiangshanosaurus
Jiangshanosaurus là một chi khủng long, được Tang F. Kang Jin X. Wei & Wu W. T. mô tả khoa học năm 2001.